# بال‌انگشتی کارنین
کارنیاداکتیلوس (نام علمی: Carniadactylus) نام یک سرده از راسته پتروسور است.